# Tachardiaephagus gracilis
Tachardiaephagus gracilis är en stekelart som beskrevs av Prinsloo 1977. Tachardiaephagus gracilis ingår i släktet Tachardiaephagus och familjen sköldlussteklar. Inga underarter finns listade i Catalogue of Life.